# Dougherty (Oklahoma)
Dougherty es un pueblo ubicado en el condado de Murray, Oklahoma, Estados Unidos. Según el censo de 2020, tiene una población de 199 habitantes.

## Geografía
La localidad está ubicada en las coordenadas 34°23′59″N 97°3′5″O / 34.39972, -97.05139 (34.399808, -97.05148).

## Demografía
Según la Oficina del Censo, en 2000 los ingresos medios de los hogares de la localidad eran de $23,000 y los ingresos medios de las familias eran de $33,125. Los hombres tenían unos ingresos medios de $16,042 frente a $16,875 para las mujeres. La renta per cápita era de $14,490. Alrededor del 20.1% de la población estaba por debajo del umbral de pobreza.
De acuerdo con la estimación 2015-2019 de la Oficina del Censo, los ingresos medios de los hogares de la localidad son de $40,625 y los ingresos medios de las familias son de $62,500. Alrededor del 6.7% de la población está por debajo del umbral de pobreza.
Según el censo de 2020, el 17.09% de los habitantes son amerindios chickasaw. La localidad forma parte de la Nación Chickasaw.